# أروكاريا برنيرية
أروكاريا برنيرية (الاسم العلمي: Araucaria bernieri) هي نوع من النباتات يتبع جنس الأروكاريا من الفصيلة الأروكارية.